# بيل الكسندر (رسام)
بيل الكسندر (بالإنجليزية: William Alexander)‏ هو رسام أمريكي، ولد في 2 أبريل 1915 في بروسيا الشرقية، وتوفي في 24 يناير 1997 في بويل ريفر في كندا.